# Punctelia stictica
Punctelia stictica är en lavart som först beskrevs av Delise ex Duby, och fick sitt nu gällande namn av Krog. Punctelia stictica ingår i släktet Punctelia och familjen Parmeliaceae.   Inga underarter finns listade i Catalogue of Life.